# Vashti Cunningham
Vashti Cunningham (ur. 18 stycznia 1998 w Las Vegas) – amerykańska lekkoatletka, skoczkini wzwyż.
Jej ojciec Randall Cunningham uprawiał futbol amerykański. Brat Vashti – Randall Cunningham II jest lekkoatletą (skok wzwyż) i futbolistą.
Wystąpiła na igrzyskach olimpijskich w Rio de Janeiro. 20 sierpnia 2016 roku w finale konkursu skoku wzwyż zajęła 13. miejsce osiągając wynik 1,88 m.
Złota medalistka mistrzostw USA.

## Osiągnięcia
| Rok  | Impreza                              | Miejsce        | Lokata            | Wynik |
| ---- | ------------------------------------ | -------------- | ----------------- | ----- |
| 2015 | Mistrzostwa panamerykańskie juniorów | Edmonton       | 1. miejsce        | 1,96  |
| 2016 | Halowe mistrzostwa świata            | Portland       | 1. miejsce        | 1,96  |
| 2016 | Igrzyska olimpijskie                 | Rio de Janeiro | 13. miejsce       | 1,88  |
| 2017 | Mistrzostwa świata                   | Londyn         | 10. miejsce       | 1,92  |
| 2018 | Halowe mistrzostwa świata            | Birmingham     | 2. miejsce        | 1,93  |
| 2019 | Mistrzostwa świata                   | Doha           | 3. miejsce        | 2,00  |
| 2021 | Igrzyska olimpijskie                 | Tokio          | 6. miejsce        | 1,96  |
| 2022 | Mistrzostwa świata                   | Eugene         | el. – 18. miejsce | 1,86  |
| 2022 | Mistrzostwa NACAC                    | Freeport       | 1. miejsce        | 1,92  |
| 2023 | Mistrzostwa świata                   | Budapeszt      | 11. miejsce       | 1,90  |
| 2024 | Halowe mistrzostwa świata            | Glasgow        | –                 | DNS   |
| 2024 | Igrzyska olimpijskie                 | Paryż          | 5. miejsce        | 1,95  |
| 2025 | Halowe mistrzostwa świata            | Nankin         | 10. miejsce       | 1,85  |

Złota medalistka mistrzostw Stanów Zjednoczonych w różnych kategoriach wiekowych.

## Rekordy życiowe
- Skok wzwyż (stadion) – 2,02 (2021)
- Skok wzwyż (hala) – 2,00 (2021, 2023)

Do zawodniczki należą także: halowy rekord świata juniorów (1,99 w 2016) oraz najlepszy wynik juniorów młodszych w historii na otwartym stadionie (1,96 w 2015).